# 인천부평초등학교
인천부평초등학교는 대한민국 인천광역시 계양구 계산동에 있는 공립 초등학교이다.

## 학교 연혁
- 1899년 3월 15일 부평공립소학교로 개교
- 1909년 1월 4일 공립부평보통학교로 변경
- 1912년 2월 24일 부평공립보통학교(4년제) 설립인가
- 1921년 3월 22일 6년제로 연장
- 1938년 4월 1일 부평공립심상소학교로 개칭
- 1940년 4월 1일 인천대정공립심상소학교로 변경
- 1941년 4월 1일 인천대정공립국민학교로 변경
- 1945년 9월 24일 인천계동공립국민학교로 재개교
- 1969년 4월 30일 인천부평국민학교로 변경
- 1984년 3월 1일 작전국민학교 분리
- 1987년 9월 1일 계산국민학교 분리
- 1990년 9월 1일 안남국민학교 분리
- 1996년 3월 1일 인천부평초등학교로 교명 변경
- 1997년 10월 1일 조리실 및 식당 준공
- 2001년 10월 31일 학교환경개선사업에 의한 개·보수
- 2001년 9월 1일 안산초등학교 분리
- 2003년 9월 25일 부평도호부청사 주변 쉼터 조성
- 2004년 12월 1일 민간 참여 컴퓨터실 시설
- 2008년 2월 11일 장애인용 엘리베이터 준공
- 2008년 9월 9일 다목적실(어울림터) 준공
- 2009년 2월 28일 별관 재능실 설치
- 2009년 3월 10일 영양 상담실, 공부방 설치
- 2009년 3월 20일 학생고충 상담실 설치
- 2009년 10월 16일 다목적(인조잔디) 구장 조성
- 2010년 4월 15일 예절실 설치
- 2010년 8월 17일 제2과학실 현대화 사업 완료
- 2010년 8월 20일 Wee Class(상담실) 현대화 사업 완료
- 2017년 2월 10일 제105회 졸업(101명, 누계 23,543명)
- 2017년 3월 1일 제22대 전승배 공모교장 취임

## 소장 문화재
| 이름                 | 지정                                            |
| -------------------- | ----------------------------------------------- |
| 욕은지               | 1983년 3월 2일 (인천광역시의 문화재자료 제1호)  |
| 부평도호부청사       | 1982년 3월 2일 (인천광역시의 유형문화재 제2호)  |
| 어사대               | 1990년 11월 9일 (인천광역시의 문화재자료 제3호) |
| 인천 계산동 은행나무 | 1992년 5월 15일 (인천광역시의 기념물 제11호)    |

## 학교 상징
- 교화 - 장미(사랑과 정열) : 서로를 아끼고 사랑하는 마음으로 우정을 쌓으며 창의성과 개성 신장에 정열을 바치는 어린이
- 교목 - 은행나무(건강한 체력과 강인한 의지) : 굳건한 정신과 건강으로 애국애족을 하며 동량지재로서 진취적 기상을 가꾸는 어린이

## 참고 문헌
- 인천부평초등학교 - 한국교육학술정보원 학교알리미